# 상좌평
상좌평(上佐平), 또는 대좌평(大佐平)은 백제의 관직의 수상직이다. 408년(전지왕 4년), 부여신(扶餘信)이 상좌평에 처음 임명된 것이 《삼국사기》에 나오는 최초의 상좌평에 대한 기록이다.

## 같이 보기
- 좌평

## 역대 상좌평
부여신(扶餘信: ?~429)
상좌평으로 기록상 처음 나타나는 인물은 부여신이다. 부여신은 5세기 전반에 활약한 백제의 왕족으로 전지왕(?~420)의 이복동생(庶弟), 즉 아신왕의 서자임을 알 수 있다.  《삼국사기》에 따르면 그는 407년 2월, 내신좌평(内臣佐平)에 임명된 뒤 408년 정월 상좌평(上佐平)에 처음으로 임명되어 군사와 정사를 맡게 되었다. 이후 429년 10월 사망할 때까지 21년 간 재임했다.
전지왕 대에는 405년 아신왕 사후 일어난 '설례의 난'을 진압하고 전지왕을 옹립하는데 해씨 세력의 도움이 컸다.1 따라서 해씨(解氏) 가문이 대두되었는데, 왜국에서 백제로 귀국할 때 설례의 배신을 전지왕에게 보고한 해충(解忠)이 달솔로 임명되었고(406년 9월), 전지왕의 친척으로 기록된 해수(解須)와 해구(解仇)2가 각각 내법좌평(內法佐平)과 병관좌평에 임명한 것으로 알 수 있다. 대외적으로 백제는 선왕인 진사왕과 아신왕 대에 많은 영토를 고구려에 잃어서 왕권이 위기를 극복하기 위해 자신의 친족인 부여신을 기용한 것이라 할 수 있다. 한편 전지왕이 8년 간 왜국에 체류해 정치적 공백이 있었고, 부여신이 전지왕의 옹립에 깊이 관여했기 때문에 정치적 기반을 다지기 위한 조치로 해석하기도 한다.3
여담이지만 《일본서기》는 목만치의 전횡을 구이신왕 대로 기록하고 있는데, 목만치의 경우 구이신왕 대에 활동한 인물이 아닌 것으로 보기도 하거니와 해당 기사의 연도(294년)을 이주갑인상(+120년)으로 올린다고 하더라도 구이신왕 즉위 시점(420년)과 맞지 않은 점 등 의문점이 적지 않다. 굳이 해석하자면 4-5C에 신흥세력 출신으로 왜국과 연줄이 있는 목만치가 구이신왕의 모후의
총애를 바탕으로 정국 운영에 관여했다 쫓겨났다는 것인데 구이신왕의 어머니로 짐작되는 팔수부인(八須夫人)이 해씨로 추측되기 때문에4 이마저도 불확실한 상황이다.
해수(解須: 생몰년도 미상)
부여신의 뒤를 이어 상좌평에 임명된 인물은 406년 내법좌평으로 임명된 해수이다. 이는 전지왕 옹립에 결정적인 기여를 한 해씨가 -상좌평이 명목상의 지위라고 해도- 정점에 섰다고 볼 수 있다. 하지만 이후 해수에 대한 기록이 없고 해씨에 대한 기록은 47년 뒤인 문주왕 대의 병관좌평 해구(解仇)에서 다시 나타나기 때문에 비유왕-개로왕 대의 해씨 세력의 행보를 알기 어렵다.
다만 455년 비유왕의 의문사와 458년 개로왕이 송에 보낸 조서를 통해 짐작하자면 해씨 세력은 개로왕의 왕권강화 과정에서 밀려났을 가능성이 크다. 먼저 458년 개로왕은 송에 사신을 보내 11명의 신하에 대한 봉작을 요청하는데, 이들 중 8명은 백제왕족이고 여곤(餘昆)과 여도(餘都)는 각각 개로왕의 형제인 곤지와 문주왕으로 비정된다. 그리고 문주왕 원년기록을 통해 문주왕은 개로왕이 즉위하고 상좌평에 임명된 것을 봤을 때 비유왕의 죽음과 함께 해씨 일족이 일시적으로 실권했을 가능성이 크며, 해씨 세력의 공백을 개로왕은 종친세력의 기용으로 메꾼 것으로 볼 수 있다.
문주왕(文周王) 부여모도(扶餘牟都: ?~477, 재위: 475~477)
훗날 백제의 문주왕으로 기록된 부여모도는 개로왕의 동생으로5, 문주왕 즉위기사에 따르면6 개로왕의 즉위와 함께 상좌평에 임명된 것으로 보인다. 문주왕은 한성 함락(475년) 시점까지 상좌평 직을 역임했다. 그는 신라로 파견되어 구원군 1만을 얻어 백제로 향했으나 한성은 이미 함락된 뒤였고, 폐허가 된 한성에서 웅진으로 천도해 문주왕으로 즉위했다.
문주왕으로 즉위한 그는 동생인 부여곤지를 내관좌평에 임명해 정치를 보좌하게 했으나 곤지가 477년 7월 사망한 뒤 문주왕 또한 동년 9월 군사권을 바탕으로 횡포를 일삼던 병관좌평 해구에 의해 살해당하고 만다. 이러한 정치적 혼란은 동성왕 대까지 이어졌다가 무령왕 대에 안정되었다.
사택기루(沙宅己婁: 생몰년도 미상)
사택기루는 백제 성왕(?~554) 대의 인물로《일본서기》 흠명기 4년(543년) 중좌평(中佐平) 목례마나(木刕馬那), 하좌평(下佐平) 목윤귀(木尹貴) 등과 함께 백제 군신들이 회의에 참석, 왜가 요청한 임나부흥 안건에 대해 논의했다는 기록만이 남아있다.
기록상 가장 먼저 언급된 점, 관등 역시 상좌평인 점을 미루어 성왕 대의 최고 귀족으로 추정된다. 그가 속한 사택(沙宅) 씨는 백제 대성팔족 중 '사(沙)'씨에 해당된다. 사씨는 한성백제 시기인 아신왕 대에 좌장(左將)에 임명된 사두(沙豆)가 기록상 처음 등장한 걸로 보아 백제가 복속한 마한계통의 귀족으로, 사비시대에 가장 큰 권세를 누린 귀족이다.
다만 사택기루의 상좌평에 대해 당시 백제가 3좌평 체제였으나 이후 추가되어 6좌평으로 보는 견해도 존재한다.
사택지적(砂宅智積:?-641년 11월/654년 11월)
사택지적은 백제 무왕·의자왕 대에 활약한 인물로 직위는 대좌평(大佐平)이 이르렀다. 금석문과 역사서 모두 기록이 검증되는 인물로, 학계에서 대좌평 지적=사택지적을 동인인물로 보고 있다. 그는 《일본서기》에 따르면 642년 7월 그의 아들과 함께 일본에 방문했다고 하는데, 이미 641년 11월 사망한 인물로 기록되어 있어 기록의 신빙성이 의심되고 있다.
한편 한국 측의 금석문인 사택지적비에 따르면 사택지적은 최소 654년 정월 시점까지 생존했던 걸로 새겨져 있다. 이를 보면 일본 측 기록의 오류라 할 수 있는데 이에 대해 641년의 사망 기록을 오기로 보는 견해, 의자왕의 왕권강화 혹은 친위 쿠데타에 연루되어 정계에 밀려난 것으로 보는 견해가 있다. 후자의 견해를 채택할 경우(일본서기의 '백제대란(百濟大亂)' 기록을 전제로), 사택지적의 사망년도는 654년 11월로 보여진다.
확실한 건 무왕·의자왕 대의 사택씨는 미륵사 금동사리봉안기의 사택적덕의 딸이 백제 무왕의 왕후가 되었고 의자왕 시기에도 사택손등과 사택천복이 좌평을 역임하는 등 권세가 절정에 달했다고 할 수 있다.
사택천복(沙宅千福: 생몰년도 미상)
백제의 마지막 대좌평이라 할 수 있는 사택천복은 660년 7월, 백제멸망과 함께 의자왕과 부여융 및 왕족과 대신, 장수들과 함께 당으로 끌려갔다고 기록되어 있다. 《삼국사기》에서 성씨가 생략되고 '천복(千福)'으로 등장하고 《삼국유사》 역시 삼국유사에는 '정복(貞福)'으로 등장하는데, 당평제비(唐平濟碑)는 '사타천복(沙吒千福)', 《일본서기》는 '사택천복(沙宅千福)'으로 등장해 그의 성이 사(沙)씨 임을 알 수 있다.
번외: 사택소명(沙宅紹明: ?~673년 음력 6월 6일)
사탁소명(沙矺昭明)으로도 불린다.  일본으로 도래한 백제유민 사택소명은 《일본서기》에서 671년 부여자신(扶餘自信)과 함께 법관대보(法官大輔)로서 대금하(大錦下: 고대 일본 26관등 중 9관등)의 관직을 받는 것으로 기록에 첫 등장한다. 《회풍조》에서 그는 학사로서 오오토모노오우지(大友皇子)의 빈객이었다고 기록되어 있다.
673년 음력 6월 6일 사택소명이 사망하자 텐무 덴노는 그에게 외소자(外小紫)의 관위와 본국(백제국)의 관위인 대좌평 관위를 내렸다. 외소자와 대좌평의 관위를 추증받은 것이다. 기록을 보건대 당시 수재로 지혜롭고 총명한 인물이었다고 한다. 실제로 문장이 뛰어나 후지와라노 가마타리(藤原鎌足)의 비문을 작성하기도 했다.